# Јужноатлантска спојна струја
Јужноатлантска спојна струја настаје спајањем топле Бразилске струје и хладне Фолкландске струје код ушћа реке Ла Плате. Креће се под утицајем западних ветрова према истоку, ка обалама Африке брзином од 1,2—3,1 km/h. Непосредно пред афричко копно спаја се и са Струјом западних ветрова и заједно утичу у Бенгуелску струју. Овиме се затвара струјно коло јужног Атлантика.